# Castrillo de la Guareña
Castrillo de la Guareña is een gemeente in de Spaanse provincie Zamora in de regio Castilië en León met een oppervlakte van 21,91 km². Castrillo de la Guareña telt 126 inwoners (1 januari 2016).

## Demografische ontwikkeling
Bron: INE, 1857-2011: volkstellingen